# Georges Lemaître
Pour les articles homonymes, voir Lemaître.
Georges Lemaître, né le 17 juillet 1894 à Charleroi et mort le 20 juin 1966 à Louvain, est un chanoine catholique, astronome et physicien belge, professeur à l'université catholique de Louvain.
Son « hypothèse de l'atome primitif », visant à expliquer l'origine de l'Univers, constitue le fondement de sa théorie du Big Bang.

## Biographie

### Études
Georges Lemaître est l'aîné d'une famille de quatre enfants. Ses parents, Joseph Lemaître, un industriel tisserand prospère et sa mère Marguerite, née Lannoy, vouent une affection sans limite à leur fils Georges. En 1904, il entre au collège des jésuites à Charleroi (Collège du Sacré-Cœur). Après une année préparatoire en mathématiques au Collège Saint-Michel d'Etterbeek, il est admis à l'école des mines de l'université catholique de Louvain en 1911. Il y rencontre Charles Manneback, un collègue qui devient son ami. Il suit les cours d'analyse de Charles de La Vallée Poussin et de mécanique d'Ernest Pasquier, qui l'initie aux problèmes de cosmologie.
Au début de la Première Guerre mondiale, il s'engage dans le 5e corps des volontaires et participe à la bataille de l'Yser. Après quatre ans de guerre, décoré de la croix de guerre, il quitte l'armée en tant qu'adjudant et reprend ses cours de mathématiques et de sciences physiques à l'université catholique de Louvain en 1919. Cette même année, il obtient son baccalauréat en philosophie thomiste et entame son doctorat avec La Vallée Poussin. Il commence une première thèse sur la fonction zêta de Riemann, qu'il ne parvient pas à conclure. Il change alors de sujet et soutient sa thèse en 1920.
Afin d'obtenir une bourse de voyage, il rédige en 1922 un mémoire sur La Physique d'Einstein, lui permettant de remporter la distinction. Il écrit son premier article scientifique en août 1923. Il est admis cette même année à l'université de Cambridge comme étudiant-chercheur.

### États-Unis: Harvard et MIT
Georges Lemaître y suit les cours de l'astronome Arthur Eddington et travaille avec ce dernier. Il rencontre à un congrès à Toronto le physicien Ludwik Silberstein qui y fait une communication sur une approximation de la taille de l'Univers. Il passe l'année suivante au Harvard College Observatory de Cambridge (États-Unis). Cette prestigieuse université ne proposant pas de doctorat en astrophysique, Georges Lemaître s'inscrit peu après au Massachusetts Institute of Technology et travaille sur plusieurs sujets : la relativité générale, l'étude des étoiles variables et une théorie d'Eddington tentant de relier l'électromagnétisme à la gravitation. Il rencontre alors Edwin Hubble et s'entretient avec Robert Millikan. En 1926, il soutient sa thèse sur le calcul du champ gravitationnel d'une sphère fluide de densité homogène.

### Louvain

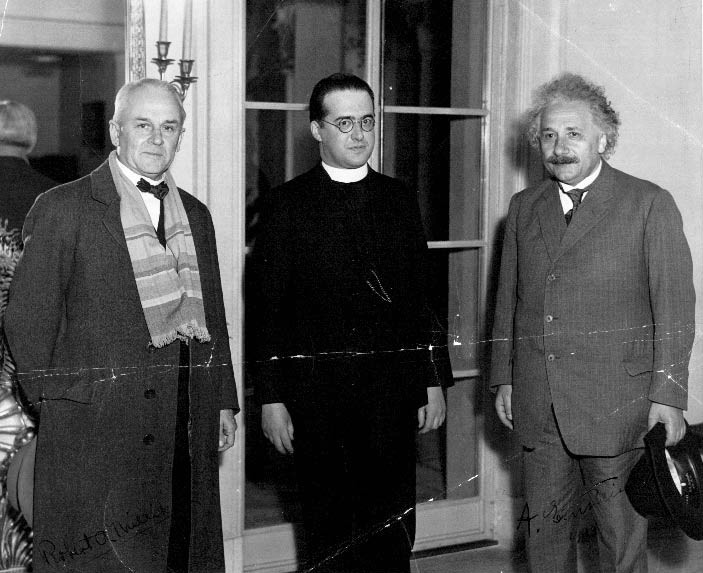
Millikan, Lemaître et Einstein au California Institute of Technology en janvier 1933.

Georges Lemaître revient comme enseignant à la section francophone de l'université catholique de Louvain. En 1927, Georges Lemaître rencontre Einstein au cours du cinquième congrès Solvay à l'Université libre de Bruxelles (ULB). Il fait ensuite de nombreux voyages aux États-Unis, rencontrant plusieurs fois Albert Einstein à Pasadena. Il est invité dans de nombreuses universités prestigieuses et gagne une réputation dans le grand public. En 1934, il reçoit la médaille Mendel de l'université Villanova, réservée aux scientifiques catholiques de haut niveau, et la même année, le prix Francqui.
Le 13 mai 1940, Georges Lemaître rejoint sa famille à Charleroi et projette un passage en Angleterre, mais échoue dans son exode devant la rapidité de l'avance allemande. Il retourne alors à Louvain et continue à y enseigner. Lors de la décision de l'Université libre de Bruxelles d'arrêter l'enseignement, car sa liberté ne pouvait plus être garantie face à l'occupant, il accueille les étudiants dans les locaux de l'université catholique de Louvain. Dans la nuit du 11 au 12 mai 1944, une partie de ces derniers est détruite par un bombardement aérien allié. Il rejoint alors sa mère à Bruxelles (son père est décédé depuis deux ans).

### Parcours ecclésiastique
Georges Lemaître entre au séminaire (maison Saint-Rombaut de Malines) en 1920 pour être ordonné prêtre en 1923. Il entre dans la Fraternité sacerdotale des amis de Jésus à partir de 1922. Il réussira par la suite à concilier ses vocations scientifique et religieuse, ne sacrifiant jamais l'une à l'autre et prônant, en particulier, une interprétation symbolique et non pas littérale de la Genèse. Fidèle à la conception thomiste, il distingue la notion de « commencement » de celle de « création », la première étant une entité physique, la seconde un concept philosophique. À partir de 1926, il est l'aumônier d'une maison d'étudiants chinois.
Il est nommé chanoine honoraire en 1935.
En 1951, il fait connaître son désaccord avec un discours de Pie XII dans lequel le pape évoque la théorie du big bang, sans citer nommément Lemaître. Ce discours aux accents concordistes évoque un parallèle avec le Fiat lux du récit de la Création. La rupture dans les années 1930 de Lemaître avec le concordisme de jeunesse qu'il considère comme une erreur épistémologique l'a en effet conduit à adopter un discordisme méthodologique. La critique de Lemaître, adressée par un intermédiaire, amènera le pape à amender ultérieurement sa formulation.
En 1960, il est nommé prélat domestique par Jean XXIII ainsi que président de l'Académie pontificale des sciences. Il y accueille de nombreux scientifiques de renom comme Paul Dirac ou John Eccles et essaye de préserver une relative autonomie de cette institution, au moins vis-à-vis de la Curie.
En 1962, quand éclate la crise de Louvain, il fonde avec Gérard Garitte, l'ACAPSUL (association du personnel scientifique de l'université de Louvain), qui s'opposa avec virulence à l'expulsion des Wallons et des francophones de Louvain.

### Fin de vie

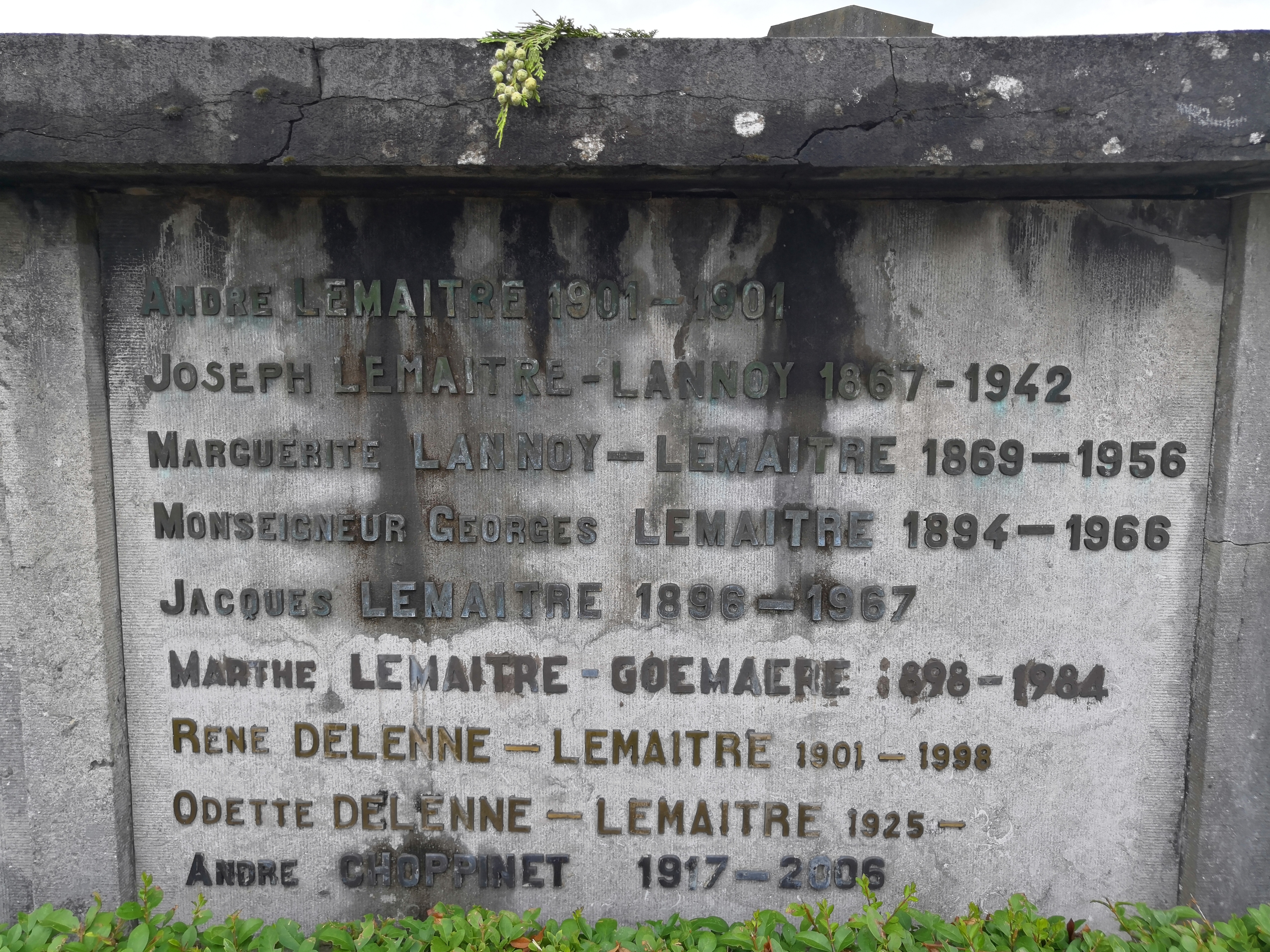
Tombe de G. Lemaître au cimetière de Marcinelle.

En 1964, Georges Lemaître subit un infarctus du myocarde. Il développe une leucémie à partir de 1966 et meurt dans la nuit du 19 au 20 juin de cette année.
Depuis le 24 juin 1966, son corps repose dans le caveau familial au cimetière de Marcinelle.

## Travaux

### Expansion de l'Univers
Selon Jean-Pierre Luminet, Alexandre Friedmann de Leningrad publie le premier, dès 1922, une théorie de l'expansion de l'Univers dans Zeitschrift für Physik. Einstein envoie une première note pour déclarer faux les calculs de Friedmann, puis une seconde pour reconnaître l'exactitude de ces calculs qui fournissent une évaluation de l'âge de l'Univers. En 1927, indépendamment des travaux d'Alexander Friedmann, Georges Lemaître rédige un article dans les Annales de la Société scientifique de Bruxelles intitulé « Un univers homogène de masse constante et de rayon croissant » établissant que l'Univers est en expansion,. Il utilise notamment l’effet Doppler, par lequel les fonctions d’ondes de la lumière des astres changent tandis qu'ils s’éloignent, donc leur couleur se décale vers le rouge. De plus, en se fondant sur les mesures de vitesses d'éloignement des galaxies de Vesto Slipher et de leurs distances établies par Edwin Hubble, Georges Lemaître est le premier à établir le rapport constant entre distance et vitesse d'éloignement. Il fournit une évaluation de cette constante, que l'on appelle communément la constante de Hubble. Cette estimation est fournie dans l'article de 1927, mais celui-ci est rédigé en français. Arthur Eddington le traduit en anglais en 1931, mais en omettant, à la demande même de Lemaître, les paragraphes relatifs à la constance du rapport distance sur vitesse,. La communauté scientifique retiendra donc l'estimation plus précise publiée par Hubble en 1929.

### À l'origine du Big Bang
Georges Lemaître émet ensuite une « hypothèse de l'atome primitif », début temporel de l'Univers. Cette théorie est appelée ironiquement Big Bang par Fred Hoyle en 1949, au cours d'une émission de radio, nom qui restera. Il soupçonne également le rayonnement cosmique de porter la trace des événements initiaux. Il travaille à partir de 1933 sur un modèle d'Univers non homogène nommé a posteriori modèle de Lemaître-Tolman (Richard Tolman a travaillé avec lui à Pasadena), expliquant les condensations et la formation des galaxies. Il étudie à nouveau le rayonnement cosmique, notamment avec Carl Størmer, ce qui l'oblige à recourir aux machines à calcul qu'il va très vite maîtriser.
Après la Libération, il reprend son travail et s'intéresse à la formation des nébuleuses. Pour cela, il devient l'un des pionniers belges des machines à calculer et s'intéresse à leur programmation en langage machine, puis en assembleur avant d'étudier d'autres langages comme l'Algol.
En 1965, Odon Godart annonça à son ancien collègue et mentor alors très malade, la découverte du fond diffus cosmologique par Arno Penzias et Robert Wilson. Cet « écho disparu de la formation des mondes », comme Lemaître l'avait poétiquement appelé, confirmait le scénario cosmologique dont Lemaître avait été l'un des premiers artisans.

## Postérité
- Loi de Hubble-Lemaître
- La métrique de Friedmann-Lemaître-Robertson-Walker, utilisée en cosmologie, rappelle une de ses contributions.
- La métrique de Lemaître permet d'étudier la chute d'un corps dans un trou noir de Schwarzschild.
- L'astéroïde (1565) Lemaître a été nommé en son honneur.
- Sur la Lune, le cratère Lemaître se situe à l'ouest-sud-ouest du cratère Berlage et au sud-sud-ouest du cratère Minkowski.
- À Charleroi, sur le boulevard Devreux, une maison de maître, œuvre de l'architecte Auguste Cador, acquise par l'Université catholique de Louvain est maintenant nommée « maison Georges-Lemaître »[Note 2].
- Le souvenir de sa découverte est gravé sur le monument qui orne le carrefour dit « Îlot des sciences », à l'intersection des boulevards Devreux et Audent et des rues Willy-Ernst et du Pont Neuf, à Charleroi.
- Une œuvre de Jean François Diord lui rendant hommage est installée sur un plan d'eau devant l'ancien musée du verre, aujourd'hui extension du palais de Justice, dans le parc Jacques Depelsenaire.
- Un bâtiment lui est dédié à la faculté des sciences de Louvain-la-Neuve, abritant des auditoriums et des classes de cours, dont l'auditorium Georges-Lemaître (Sciences 10).
- Une peinture murale lui rend hommage dans la ville universitaire de Louvain-la-Neuve en Belgique, dans le parking situé sous la place des Sciences.
- En 1995, Prix international George-Lemaître[14].
- Docteur honoris causa de l'Université McGill à Montréal[15].
- Le 16 février 2012, l'Agence spatiale européenne annonce que le cinquième et dernier ATV, véhicule automatique de transfert européen, ravitailleur de la Station spatiale internationale (ISS), s'appellera Georges-Lemaître[16]. Celui-ci a été lancé le 30 juillet 2014.
- Un groupe d'électro-pop norvégien s'appelle Lemaitre en sa mémoire.
- Les 30 et 31 mai 2017 sont inaugurées deux statues de lui par les recteurs de l'UCLouvain et de la KU Leuven, une sur la place des Sciences à Louvain-la-Neuve, et une autre à Louvain.
- Le 17 juillet 2018, Google a célébré le 124e anniversaire de naissance de l'astronome belge Georges Lemaître avec un doodle[17],[18].
- Le 23 mai 2019 est inaugurée la Big Bang route, un parcours cyclable reliant Leuven et Louvain-la-Neuve, sur lequel sont disposés des bornes évoquant les travaux de Lemaître[19],[20].
- En décembre 2022, la VRT annonce la découverte d'une interview de 20 minutes avec Georges Lemaître à la BRT en 1964. "Longtemps cherchée, enfin retrouvée : La VRT retrouve l'interview de 1964 du Belge qui a inventé le Big Bang". "Un véritable bijou" selon le cosmologiste Thomas Hertog[21]. L'intégralité de cette interview réalisée en français est disponible sur le site de la VRT.
- Grand officier de l'ordre de Léopold[22].
- Grand officier de l'ordre de la Couronne.
- Commandeur de l'ordre de Léopold II.
- Croix de guerre 14-18.
- Médaille de la Victoire.
- Médaille commémorative.

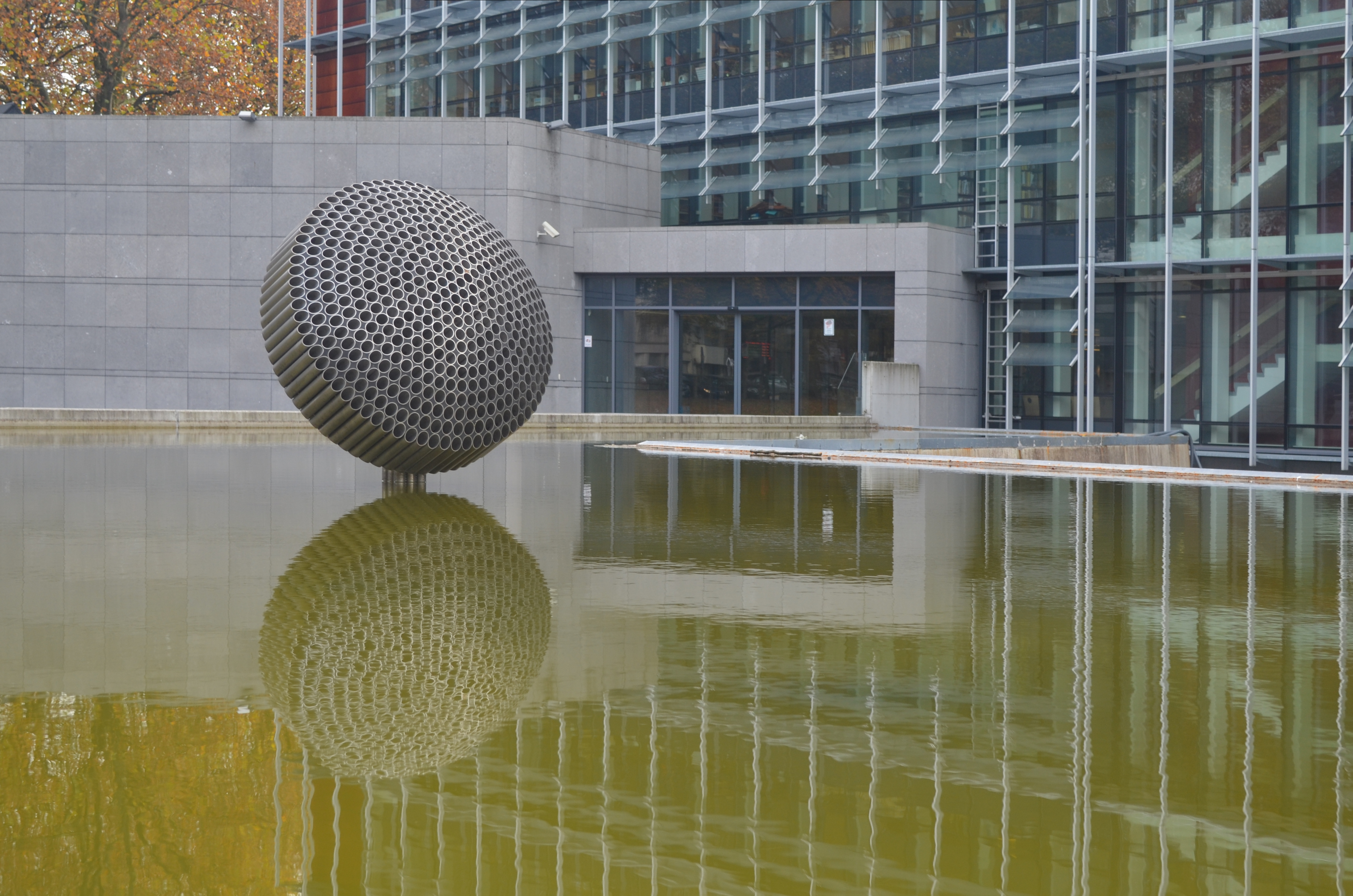
Œuvre de Jean François Diord dans le parc Jacques Depelsenaire à Charleroi.
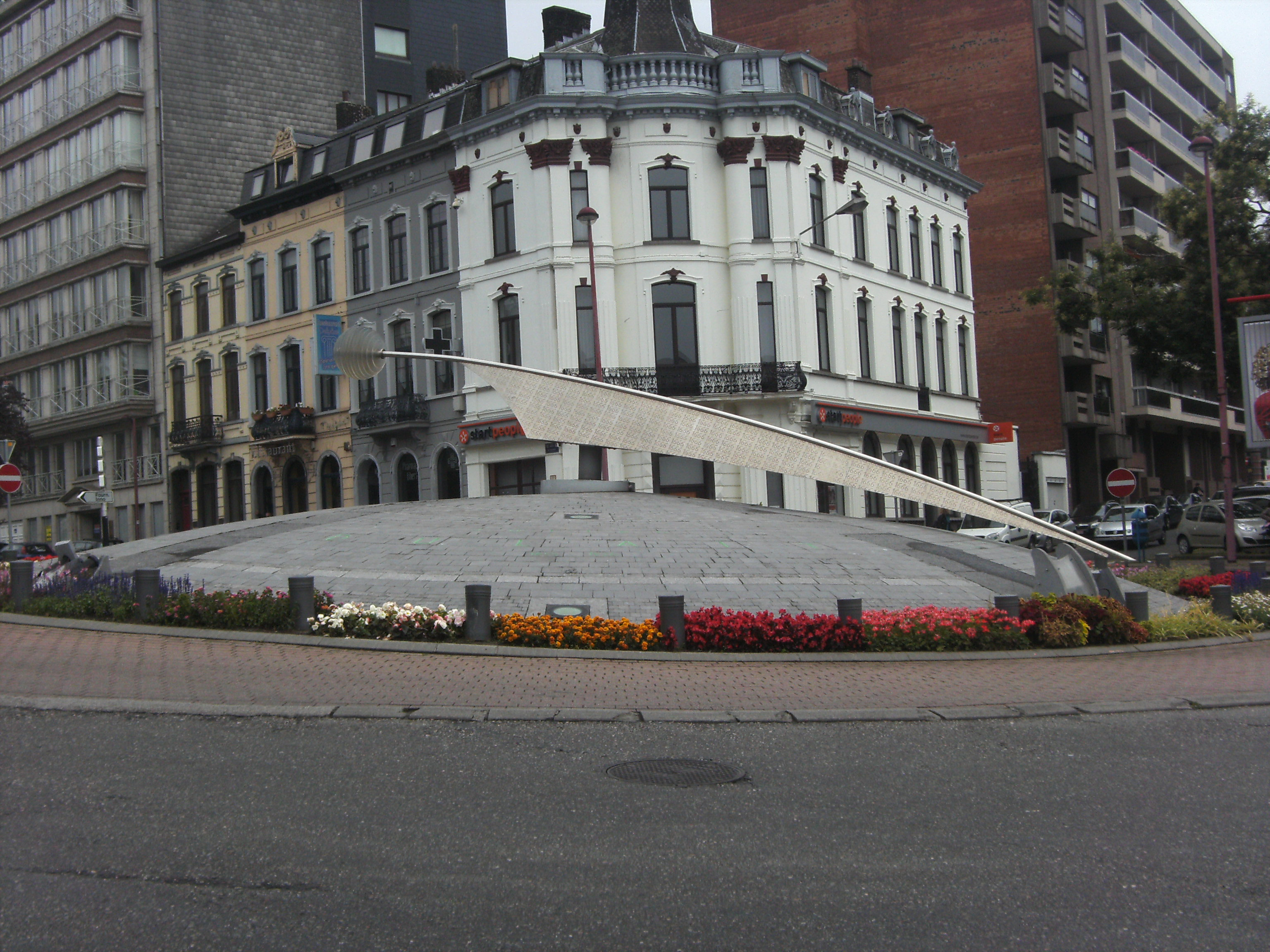
Monument qui orne le carrefour dit « Îlot des sciences » à Charleroi.
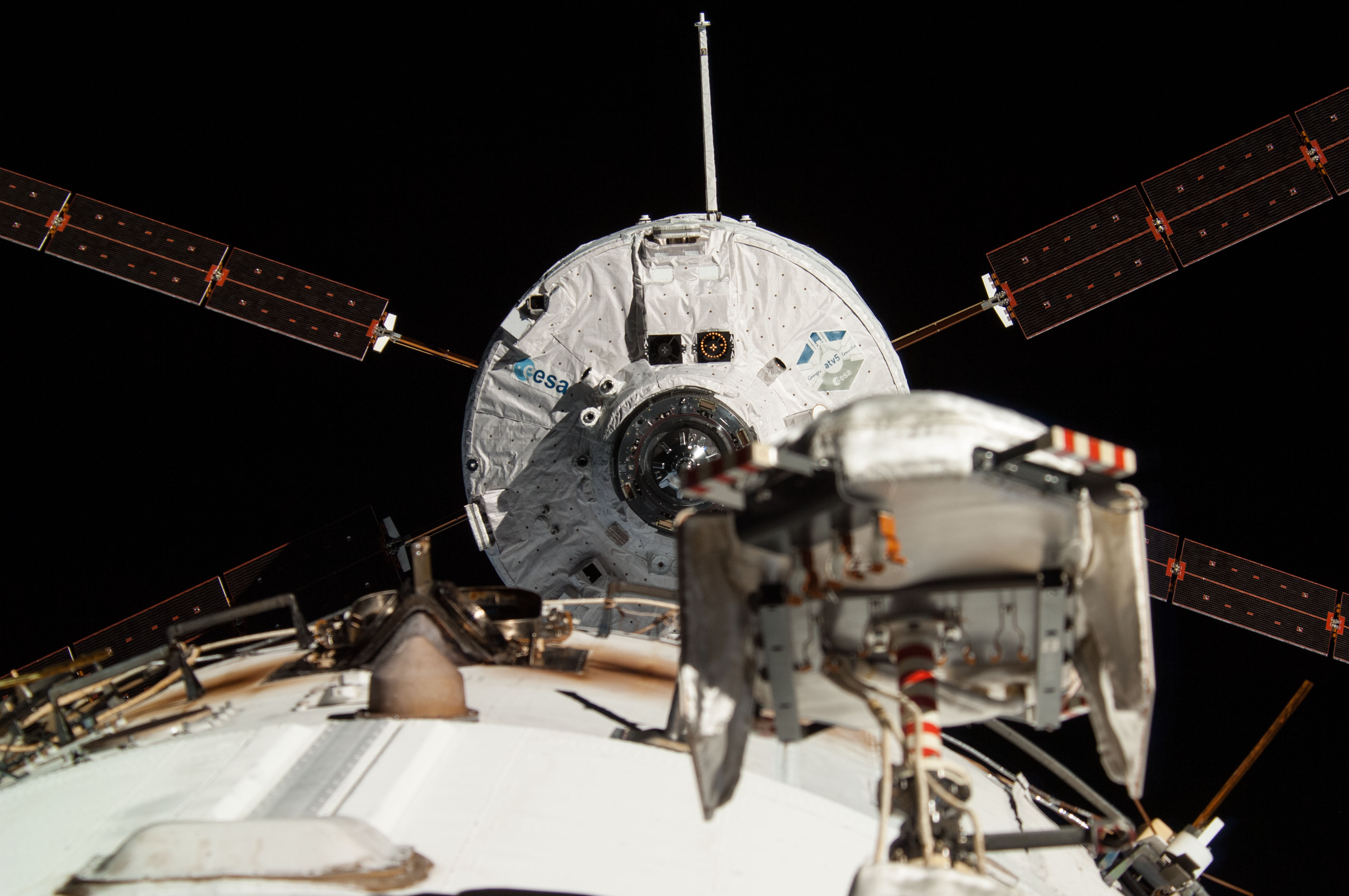
ATV Georges Lemaître en approche juste avant l'amarrage.
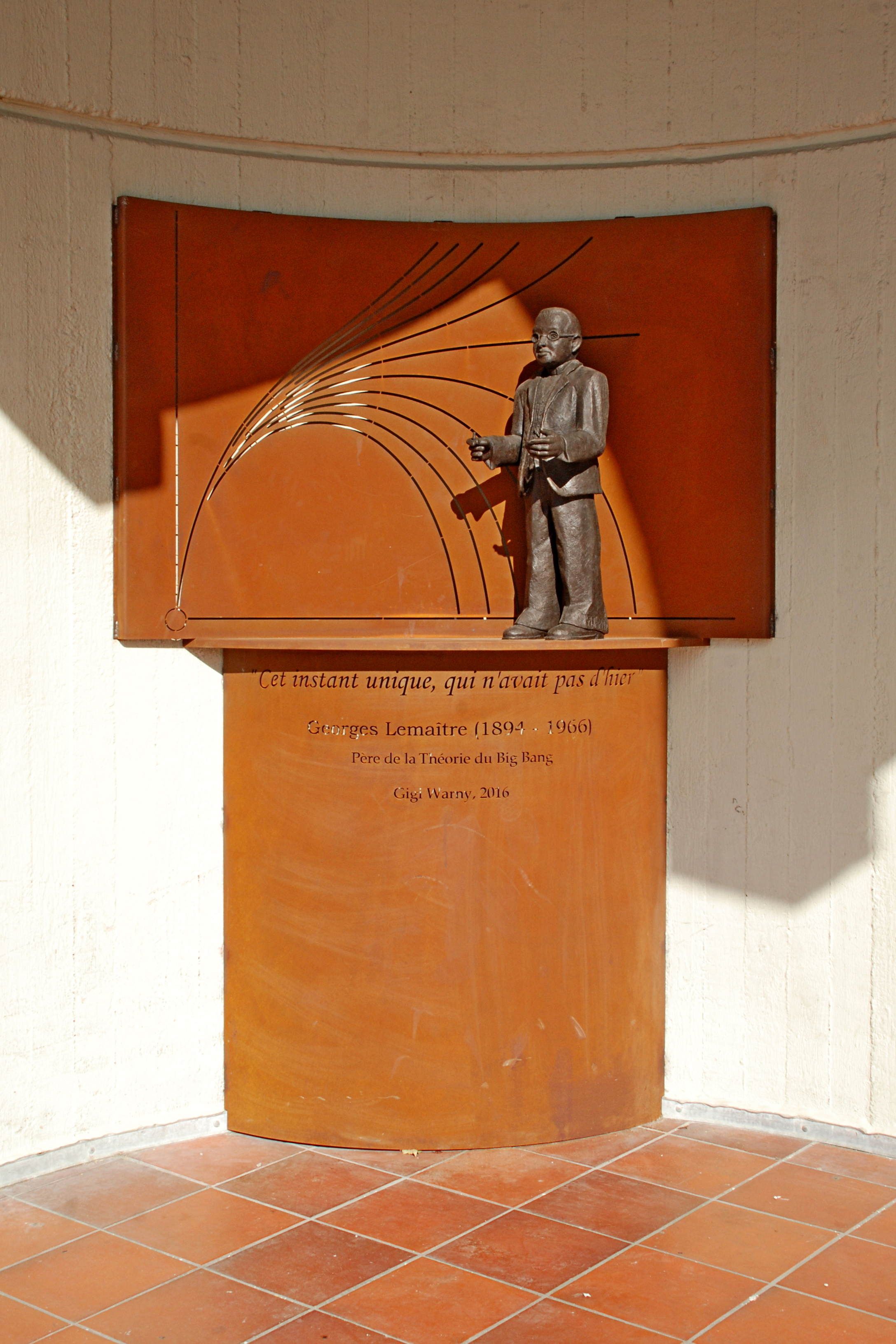
Statue de la place des Sciences à Louvain-la-Neuve.
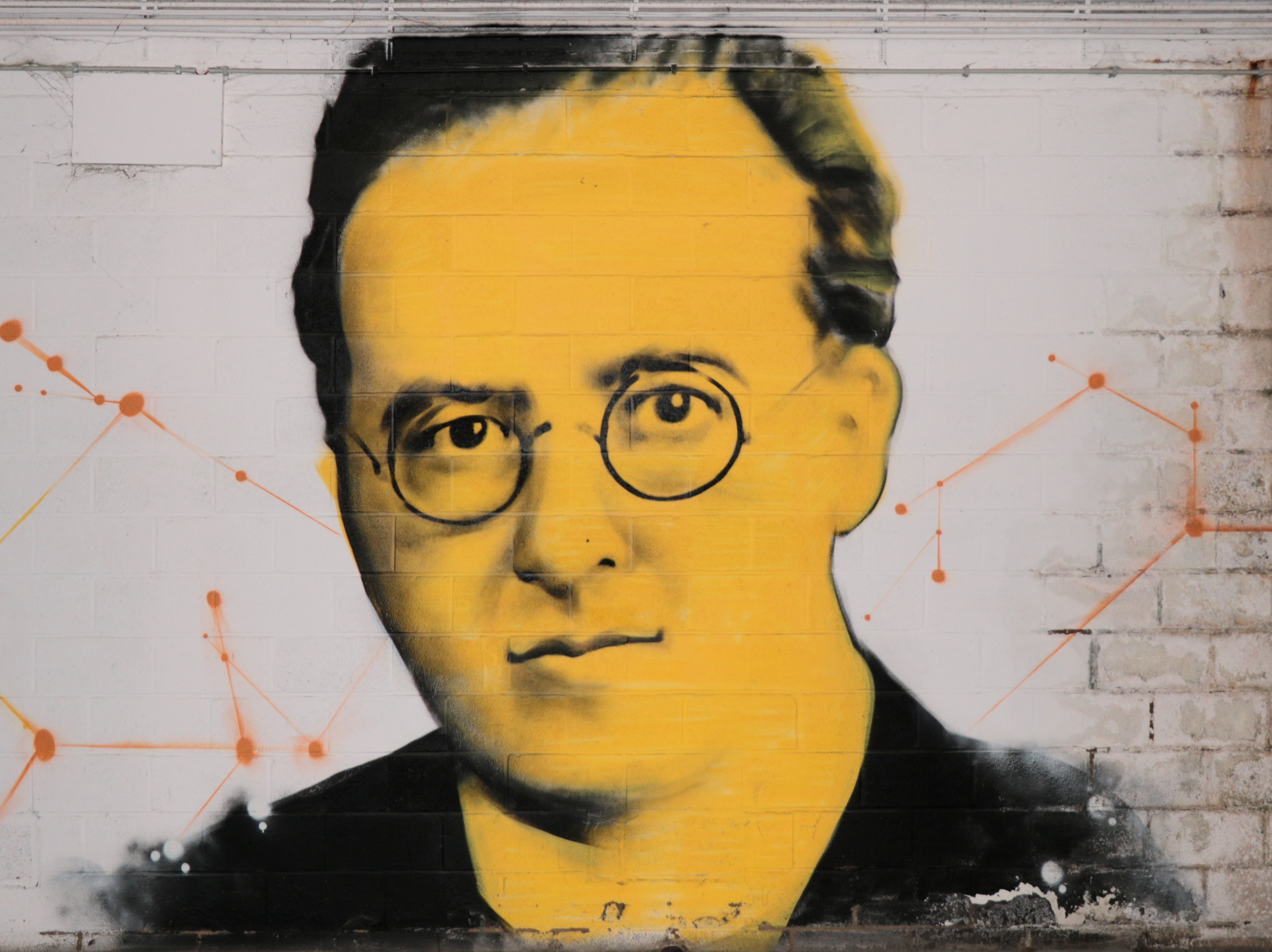
Peinture murale sous la place des Sciences à Louvain-la-Neuve.

## Œuvres
- La Physique d'Einstein, mémoire, 1922.
- « Un univers homogène de masse constante et de rayon croissant rendant compte de la vitesse radiale des nébuleuses extra-galactiques », in Annales de la société scientifique de Bruxelles, volume 47A, p. 49-59, 1927.
- « L'univers en expansion », in Annales de la société scientifique de Bruxelles, volume 53A, p. 51-83, 1933.
- L’Expansion de l’Univers, conférence données lors de la séance du 5 décembre 1934 de la SAF, L’Astronomie, avril 1935, p. 153-168
- L’Hypothèse de l’atome primitif, essai de cosmogonie, préface de Ferdinand Gonseth, coll. « Les problèmes de la philosophie des sciences », Neuchatel, éditions du Griffon, et Paris, Dunod, 1946
- « La Structure et l'évolution de l'Univers », in Onzième Conseil de physique Solvay, 1958.
- (en) Learning the Physics of Einstein with Georges Lemaître: Before the Big Bang Theory, editors: Jan Govaerts and Jean-François Stoffel; translated by Christine Leroy and Stephen Lyle, Cham: Springer International Publishing, 2019, xiv, 257 p.